# Flagge Madeiras
Die Flagge der autonomen Region Madeira wurde 1978 angenommen.

## Beschreibung und Bedeutung
Die Flagge hat ein Seitenverhältnis von 2:3 und ist in drei gleich breite senkrechte Streifen aufgeteilt. Die äußeren Streifen sind blau, der mittlere Teil ist goldfarbig. Über letzterem liegt das Kreuz des Christusordens. Die blaue Farbe steht für die Insellage der Region, die goldene Farbe für das milde Klima und für die Areale der Insel, dem sie den Reichtum ihrer Wirtschaft zu verdanken hat. Das Kreuz des Christusordens verweist auf João Gonçalves Zarco und Tristão Vaz Teixeira, die Entdecker der Insel, die Mitglieder des Ordens waren. Das Kreuz symbolisiert die Verbindung zu Portugal.

## Geschichte

Flagge von MDLM und FLAMA

Die Reglementierung und genaue Darstellung und Symbolik der Flagge Madeiras wurden am 28. Juli 1978 vom Rat der Autonomen Region festgelegt. Die offizielle Verordnung (decreto regional n.º 30/78/M) wurde am 12. September 1978 veröffentlicht. Die Verwendung der Flagge wird durch die Verfassung Portugals ermöglicht. Madeira hat demnach den Status einer autonomen Region mit eigener verfassungsmäßiger Regierung, die ein Recht auf eigene Symbole hat, um sie sichtbar vom Rest Portugals zu differenzieren.
Bereits zwischen 1974 und 1976 verwendete die Movimento Democrático de Libertação da Madeira (Demokratische Bewegung zur Befreiung Madeiras) eine ähnliche Flagge. Auf ihr wurden statt des Kreuzes die Quinas geführt; fünf blaue Wappenschilde zu einem Kreuz angeordnet, mit je fünf silbernen Münzen, die das zentrale Element des Wappens Portugals darstellen. Die von den USA unterstützte Bewegung strebte die Unabhängigkeit an, falls Portugal infolge der Nelkenrevolution kommunistisch geworden wäre. Da es nicht dazu kam, löste sich die Bewegung auf. Ihr militärischer Arm war die Frente de Libertação do Arquipélago Madeirense (Befreiungsfront des Madeira-Archipels).

## Weitere Flaggen Madeiras
Die 11 Kreise Madeiras verfügen über eigene Flaggen, die weitgehend den Vorgaben für portugiesische Kommunalflaggen folgen, mal mehr, mal weniger. Auch die einzelnen Ortschaften führen eigene Flaggen.

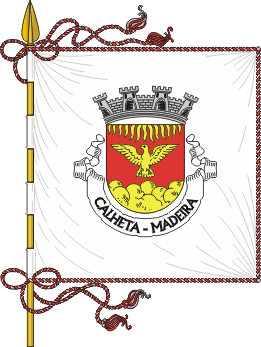
Calheta
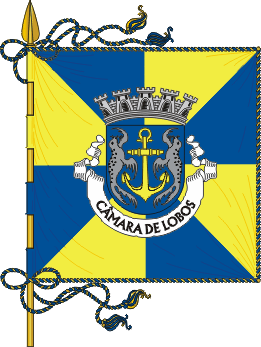
Câmara de Lobos
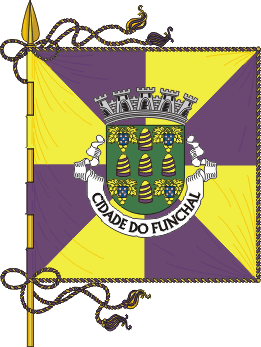
Funchal
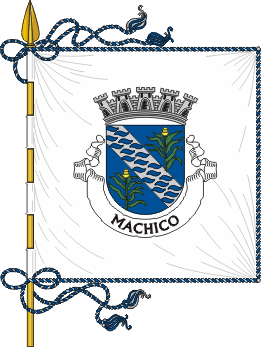
Machico
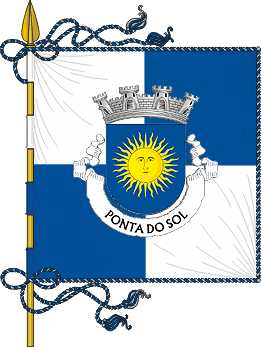
Ponta do Sol
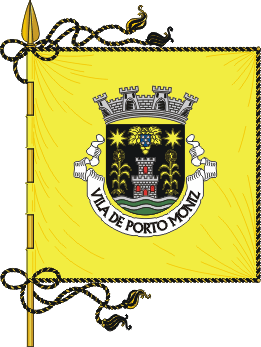
Porto Moniz
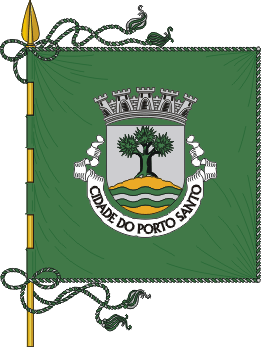
Porto Santo
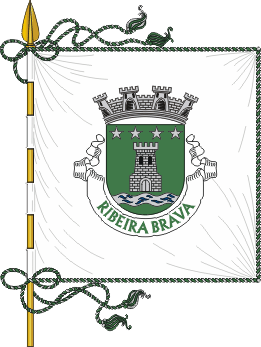
Ribeira Brava
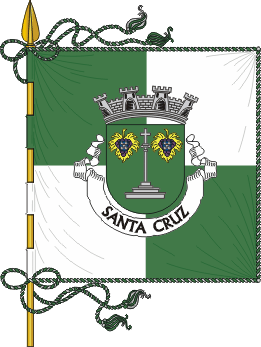
Santa Cruz
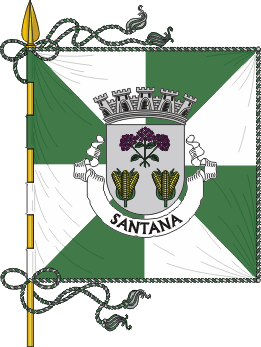
Santana
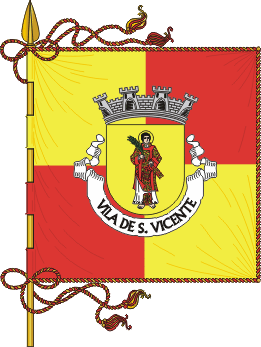
São Vicente
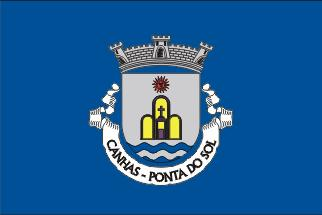
Canhas (Ortschaft)